# Сорбет

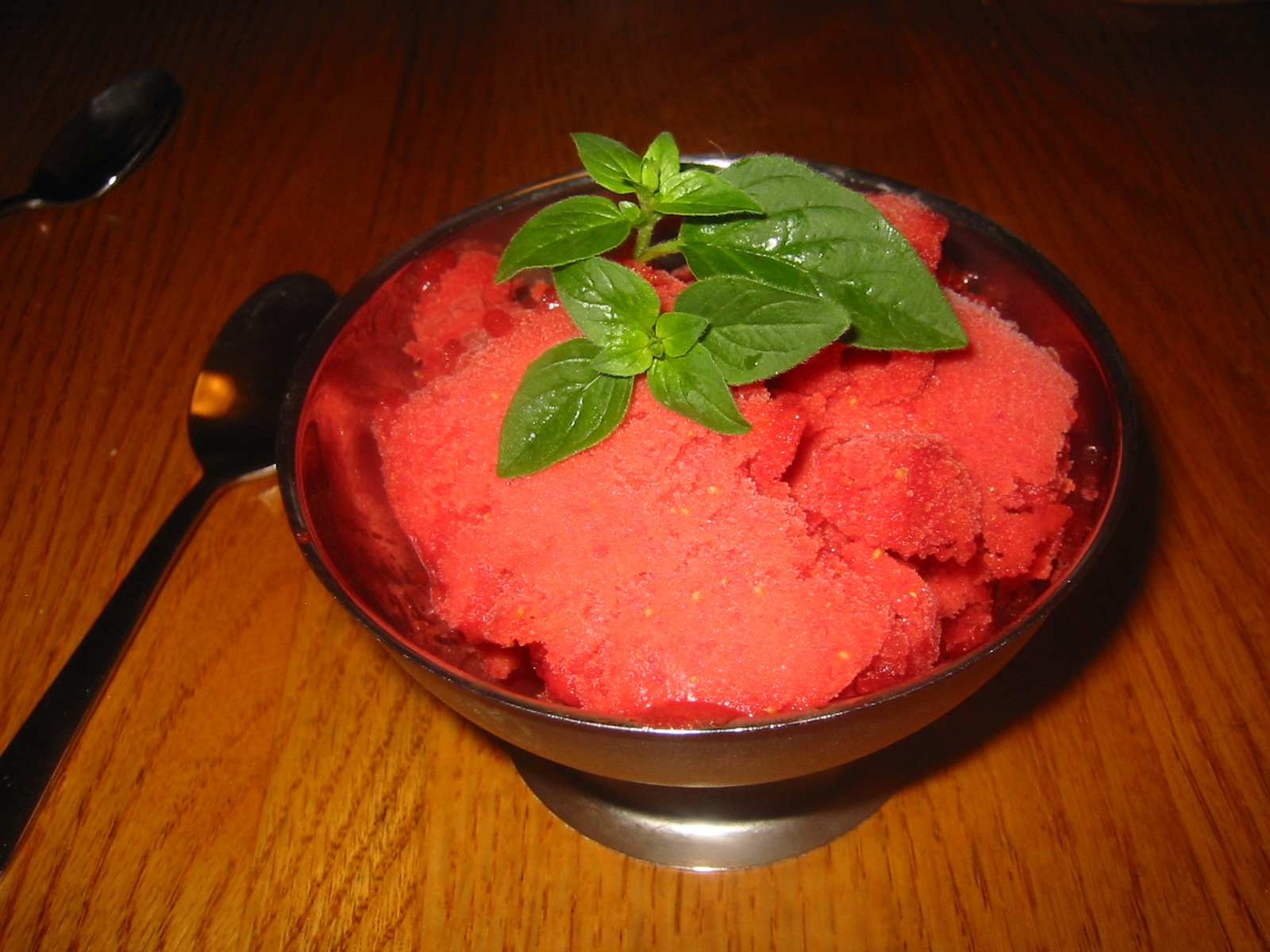
Полуничний сорбет

Сорбе́т або шербе́т або щербе́т — заморожений десерт, виготовлений із підсолодженої води з ароматизаторами — як правило, фруктовим соком, фруктовим пюре, вином, лікером, ратафією або медом.

## Історія
Вважається, що сорбети вперше з'явилися в стародавній Персії. Слово шербет (див. шербет про напій) вперше увійшло до мови як італійське сорбетто, яке згодом стало сорбетом у французькій мові. Першою західною згадкою про шербет була італійська згадка про те, що його п'ють турки. У XVII столітті Англія почала завозити з Османської імперії порошки «шербет», виготовлені із сухофруктів та квітів, змішаних із цукром. До 1662 році, кав'ярня в Лондоні рекламувала наявність у продажу «шербет виготовлений в Туреччині з лимонними, трояндовими і фіалковими ароматами». Сьогодні порошковий шербет все ще популярний у Великій Британії. У 1670 році в Парижі відкрилася кав'ярня Прокоп і почало продавати сорбет. Коли європейці придумали, як заморозити шербет, вони почали робити сорбетто, додаючи фруктові соки та ароматизатори до замороженої сиропної основи. У Америці під шербетом, зазвичай, мається на увазі заморожене молоко, але ранні рецепти включають такі інгредієнти, як желатин, збиті яєчні білки, вершки або молоко.
Аграз — тип сорбету, який зазвичай асоціюється з Магрибом та північною Африкою. Його виготовляють з мигдалю, вержусу та цукру. Він має сильнокислий смак, завдяки вержусу.
Жівре (від французького givré — заморожений) називають сорбет, який подається у замороженій шкаралупі кокосового горіха або фруктовій шкірці, наприклад, цедрі лимона.

## Виробництво
Як і граніту та інші заморожені десерти, сорбет можна приготувати без виробництва морозива. Для зниження температури замерзання та отримання більш м'яких сорбетів додають алкоголь, мед або кукурудзяний сироп.

## Різновиди
Глінтвейновий сорбет виготовляють із червоного вина, апельсинів, лимонів, спецій, портвейну та яєчних білків. Мускатний сорбет виготовляють з десертного вина, лимонного соку та яєчних білків.

## Термінологія

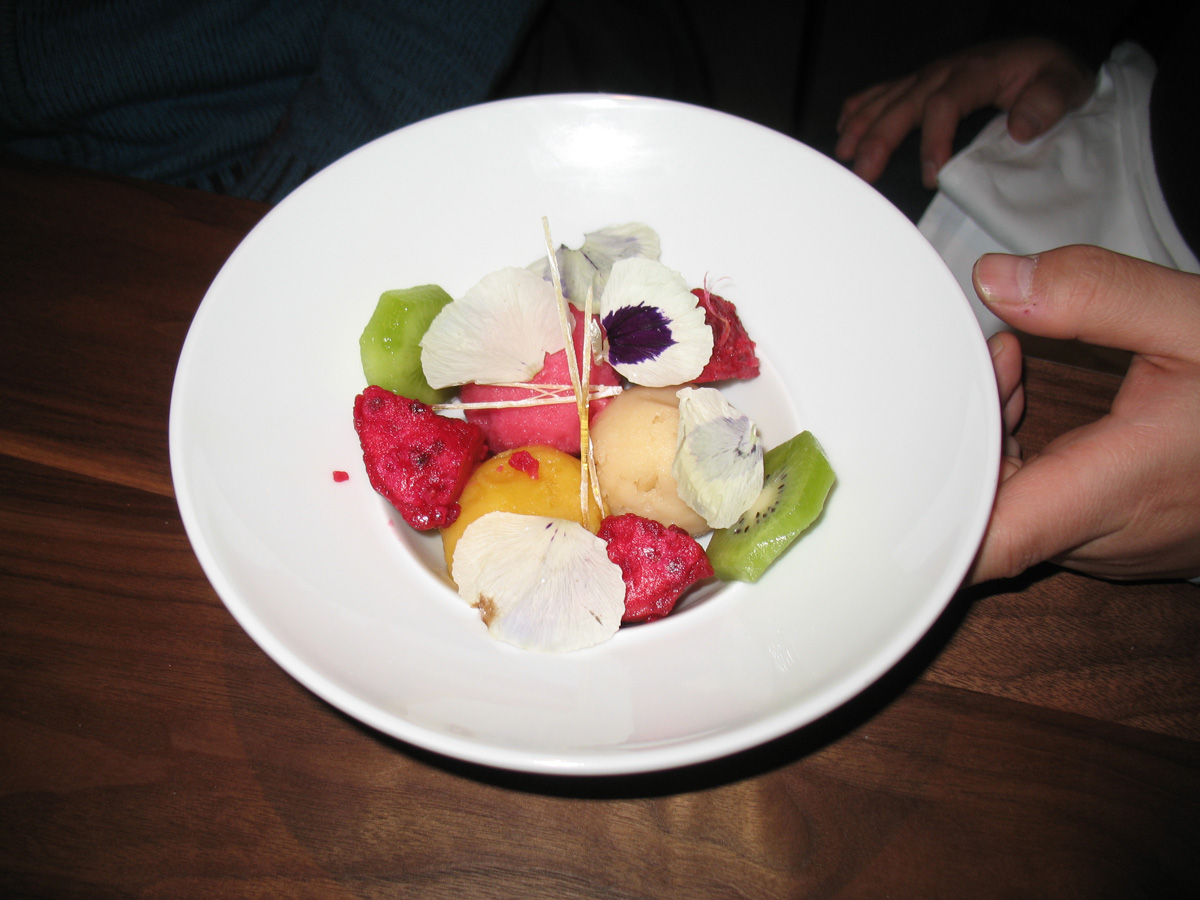
Сорбет з фруктами — подача в канадському ресторані

### Канада
В англійській Канаді, сорбет визначають як «заморожений харчовий продукт, окрім морозива або молочного льоду, який виготовляється з молочного продукту». Сорбет містить до 5 % сухого молока.
Типовий канадський сорбет може містити воду, підсолоджувач, фрукти або фруктовий сік, лимонну або винну кислоти, ароматизатор, харчові барвники, в'яжучі агенти та лактозу.

### Америка
Сорбет, що виробляється в США, визначений в Кодексі федеральних правил як заморожений продукт, що містить один або кілька необов'язкових молочних продуктів. З іншого боку, сорбет виготовляється з підсолодженого льоду і без молочних продуктів; він схожий на італійський лід, але виробляється із справжніх фруктів замість імітації ароматизаторами.
Сорбети домашнього виробництва не завжди містять молочні продукти. Американські рецепти сорбету початку XX століття включають деякі рецепти, виготовлені з водою, замість молочних продуктів. Американський кухонний журнал (англ. The American Kitchen Magazine) з 1902 року розділяє «водяні льоди» та сорбети, пояснюючи, що «сорбети — це вода, яка швидко замерзає, в яку часто додають яєчний білок або желатин для отримання кремової консистенції». В одному рецепті ананасового сорбету, вода може бути використана замість молока. Журнал також окремо виділяє «молочні сорбети».
Журнал The American Produce Review у 1913 році стверджував, що «сорбет — це заморожений продукт, виготовлений з води або молока, яєчних білків, цукру, лимонного соку та ароматизатора». Основою для сорбетів береться «простий лід» з води, цукру, яєчного білка та лимонного соку.

### Україна
За ДСТУ [4734:2007] щербет — морозиво плодово-ягідне, овочеве, ароматичне, лід, вироблене із додаванням морозива молочного, вершкового, пломбір або морозива з комбінованим складом сировини.

### Виноски
- Lang, Jenifer Harvey, ред. (1988). Agraz. Larousse Gastronomique: The New American Edition of the World's Greatest Culinary Encyclopedia. New York: Crown Publishers. ISBN 0517570327. OCLC 777810992.